# Nagendra Prasad Rijal
Nagendra Prasad Rijal (Nepali नगेन्द्रप्रसाद रिजाल; * April 1927 in Dhankuta, Nepal; † 23. September 1994) war ein nepalesischer parteiloser Politiker, der unter anderem von 1973 bis 1975 sowie kurzzeitig 1986 kommissarischer Premierminister von Nepal war.

## Leben
Rijal wurde 1965 zum Minister für Handel und Industrie sowie zugleich zum Minister für Recht und Justiz in das Kabinett von Premierminister Surya Bahadur Thapa berufen und gehörte diesem bis 1967 an. Er fungierte später zwischen 1972 und 1973 als Vorsitzender der Nationalversammlung (Rastriya Panchayat).
Am 16. Juli 1973 löste der parteilose Rijal Kirti Nidhi Bista als Premierminister von Nepal ab und bekleidete dieses Amt bis zu seiner Ablösung durch Tulsi Giri am 1. Dezember 1975. Am 21. März 1986 übernahm er als Nachfolger von Lokendra Bahadur Chand kommissarisch das Amt des Premierministers, das er knapp drei Monate später am 15. Juni 1986 an Marich Man Singh Shrestha übergab. In seiner Übergangsregierung bekleidete er zwischen März und Juni 1986 auch die Ämter als Verteidigungsminister und Minister für Palastangelegenheiten.